# برمجيات محلية على جهاز العميل

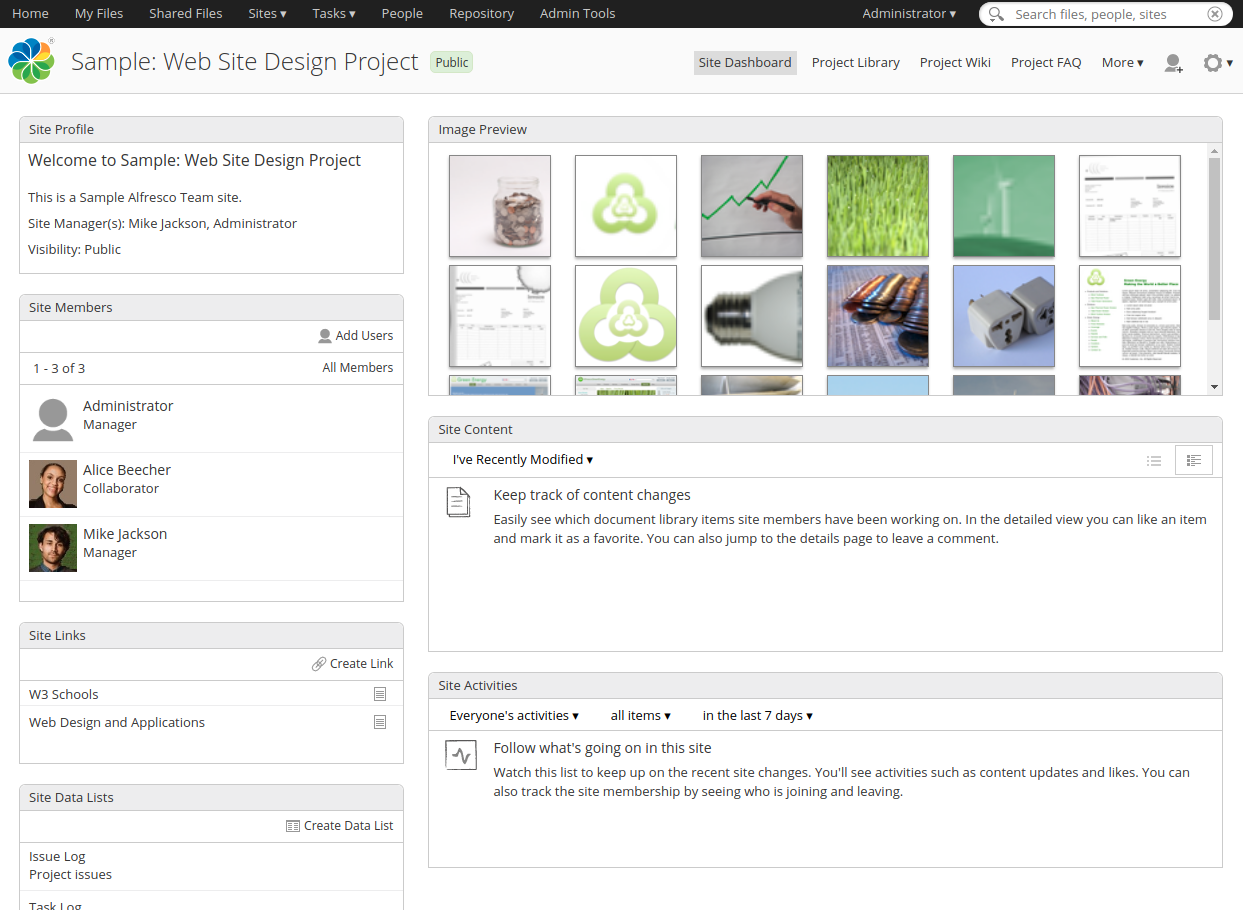

البرمجيات المحلية المثبتة على جهاز العميل (بالأنجليزية On-premises software)  هي برامج يتم تثبيتها وتشغيلها على أجهزة الكمبيوتر في مقر الشخص أو المؤسسة التي تستخدم تلك البرامج، بدلاً من تثبيتها على منشآت بعيدة مثل مزرعة الخوادم أو الحوسبة السحابية. يشار أحيانًا إلى البرامج المحلية على أنها برامج " shrinkwrap "،
بينما يطلق على البرامج الخارجية والتي لا تثبت على جهاز العميل عادة «البرمجيات كخدمة» ("SaaS") أو «الحوسبة السحابية».

## الاستخدام الصحيح للمصطلح
هناك بعض الجدل حول صحة استخدام المصطلح الإنجليزي "on-premise" مقارنة مع المرادف له "on-premises"، على الرغم من أن استخدام المصطلح الأول هو أقدم وأكثر شيوعًا.
ومع ذلك فإن مصطلح "on-premise" هو شائع الاستخدام بين شركات التكنولوجيا وفي مصادر أخبار التكنولوجيا.